# Элатериформные
Элатериформные (лат. Elateriformia) — инфраотряд разноядных жуков, включающий в себя два одних из самых богатых разновидностями семейств, это златки (Buprestidae), которых около 15 000 видов, и щелкуны (Elateridae) — 10 000 видов.
Подотряд включает в себя 5 или 6 надсемейств (статус Cantharoidea дискутируется, иногда его включают в состав Elateroidea):
- Buprestoidea (Бупрестоидные) Leach, 1815
- Byrrhoidea (Бирроидные) Latreille, 1804
- Dascilloidea Guérin-Méneville, 1843
- Elateroidea (Элатероидные) Leach, 1815
- Scirtoidea (Сциртоидные) Leach, 1815
  - Cantharoidea (Кантароидные) Leach, 1815